# Mika Aarnikka
Mika Lauri Aarnikka (Helsinki, 6 de octubre de 1967) es un deportista finlandés que compitió en vela en la clase 470.
Ganó una medalla de bronce en el Campeonato Mundial de 470 de 1992 y una medalla de plata en el Campeonato Europeo de 470 de 1995. Participó en dos Juegos Olímpicos de Verano, ocupando el cuarto lugar en Barcelona 1992 y el cuarto en Atlanta 1996.

## Palmarés internacional
| \| Campeonato Mundial \| Campeonato Mundial \| Campeonato Mundial \| Campeonato Mundial \| \| Año \| Lugar \| Medalla \| Clase \| \| ------------------ \| ------------------ \| ------------------ \| ------------------ \| \| 1992 \| Rota (España) \| Medalla de bronce \| 470 \| \| Campeonato Europeo \| \| \| \| \| Año \| Lugar \| Medalla \| Clase \| \| 1995 \| Båstad (Suecia) \| Medalla de plata \| 470 \| |                 |                   |       |
| Campeonato Mundial |                 |                   |       |
| Año | Lugar           | Medalla           | Clase |
| 1992 | Rota (España)   | Medalla de bronce | 470   |
| Campeonato Europeo |                 |                   |       |
| Año | Lugar           | Medalla           | Clase |
| 1995 | Båstad (Suecia) | Medalla de plata  | 470   |